# Авторское право в Гонконге
Авторское право в Гонконге в значительной степени основано на английской модели. Согласно основному закону Гонконга (Конституции), городу гарантирована высокая степень автономии и продолжение действия принятых ранее законов после её воссоединения с Материковым Китаем. Гонконг продолжает сохранять отдельные объекты интеллектуальной собственности независимо от законов материкового Китая. Статьи 139 и 140 основного Закона конкретно рассматривают вопросы защиты авторского права в Гонконге.

Статья 139
Правительство города Гонконга, как административного региона, должно самостоятельно формулировать политику по вопросам науки и техники и защиты работ в области научных и технологических исследований, патентов, открытий и изобретений.

Правительство Гонконга, как специального административного региона, должно самостоятельно определять научно-технологические стандарты и спецификации, применяемые в Гонконге. 

Статья 140
Правительство Гонконга, как специального административного региона, должно самостоятельно формулировать политику по вопросам культуры и защиты законом работ и законных прав и интересов авторов на их литературные и художественные произведения.

Гонконг имеет защиту авторских прав благодаря системе квалификации по авторскому Постановлению 177(1)(а), 177(1)(B) и 178. Работы, передаваемые через Интернет, радио, телевидение находятся согласно закону под охраной (ст. 26 и 177(1)(с)).
Закон об авторском праве в Гонконге (Постановление №528) вступил в силу 27 июня 1997 года. Тем не менее, Закон об авторском праве 1956 Соединенного Королевства будет продолжать применяться к защите авторских прав произведений, созданных до 27 июня 1997 года.

## Категории произведений, охраняемых авторским правом
По постановлению об авторском праве (№ 528) в Гонконге защищаются 9 категорий произведений:
- литературные произведения;
- драматические произведения;
- музыкальные произведения;
- художественные произведений;
- аудиозаписи;
- фильмы;
- трансляции;
- кабельные программы;
- типографская аранжировка изданий.

## Критерии защиты авторских прав
Для того, чтобы претендовать на защиту авторских прав, необходимо иметь 3 критерия работы:
- Предмет рассмотрения должен быть авторской работой;
- Работа должна соответствовать 1 — 9 категориям произведения;
- Произведение должно быть оригинальным, или литературным, драматическим, музыкальным или художественным произведением.

Работа над экранизацией произведения ограничивается авторским правом на литературное, драматическое или музыкальное произведение. Для этой цели делается адаптация произведения в письменной форме или иным образом, в отношении музыкального произведения, означает его переложение или транскрипцию.

## Срок действия авторского права
Статьи 17 и 21 постановления об авторском праве касаются сроков защиты авторско-правовых произведений и их авторства. Автором произведения считается физическое лицо, которое создает произведение (за исключениями, если над ним работник работает на работе). В п. 17(1) указано, что срок авторских прав на литературные, драматические, музыкальные и художественные произведения составляют — срок жизнь автора плюс 50 лет, или 50 лет от конца года, в котором произведение было впервые создано или сделано доступным для общественности, если личность автора не известна (произведение анонимно).

## Моральные права
Гонконгское постановлению об авторском праве (ст. II в разд IV (в п. 89-100) признает следующие два вида не имущественных прав в пользу автора, режиссёра или уполномоченного на работу независимо от того, является ли он владельцем авторского права:
- право быть признанным в качестве автора или режиссёра (по постановлению об авторском праве п. 89;
- право возражать против пренебрежительного обращения с работой согласно постановлению об авторском праве п. 92.

## Копирование материалов
Изменения, устанавливающие уголовную ответственность за копирование авторских материалов были введены в 2000 году.

## Администрирование закона об авторском праве
Законы об авторском праве находятся в ведении Департамента интеллектуальной собственности гонконгского правительства.